# Les Papiers d'Aspern
Les Papiers d'Aspern (The Aspern Papers), connu aussi en français sous les titres Les Papiers de Jeffrey Aspern ou Les Secrets de Jeffrey Aspern, est un roman court d'Henry James, paru d'abord dans The Atlantic Monthly de mars à mai 1888, puis repris en volume en septembre de la même année chez Macmillan and Co. Il a été composé au cours d'un séjour au palais Barbaro-Curtis de Venise.
L'une des nouvelles les plus célèbres et acclamées de l'auteur, Les Papiers d'Aspern vient d'une anecdote dont il eut vent au sujet d'un admirateur transi de Percy Bysshe Shelley qui tenta d'obtenir des lettres manuscrites de grande valeur écrites par le poète. Situé à Venise, le récit démontre la capacité de James à générer un suspense irrésistible sans jamais négliger la psychologie des personnages.

## Résumé
Le narrateur du récit est mandaté par un éditeur sans scrupules pour mettre la main sur les papiers personnels de Jeffrey Aspern, un grand poète américain maintenant décédé, qui aurait fait le legs de ce trésor à une ancienne amante, Juliana Bordereau, qui réside dans un vieux palais décrépit de Venise.  Or, on dit la vieille dame très méfiante. Aussi le narrateur a-t-il tout intérêt à cacher ses vues sur les fameux papiers. Il se présente donc à elle, et à sa nièce, Miss Tina, comme un simple voyageur, amoureux de Venise, qui cherche un gîte, ce qu'offrent les deux femmes moyennant un substantiel loyer dont elles ont grandement besoin.
Après plusieurs jours, et avec prudence, le narrateur finit par mettre la conversation sur ce qui l'intéresse et apprend de la nièce que les papiers d'Aspern sont en fait un conte et qu'ils n'ont jamais existé. Or, loin de se décourager, le narrateur croit qu'il s'agit là de la version que la vieille Bordereau a toujours servi, même à ses proches, sinon que la nièce répète ce qu'il est convenu de dire à ce sujet. Il tente alors le tout pour le tout et, usant de tout son charme, dévoile ses véritables intentions à Miss Tina, qui promet de lui venir en aide.
Juliana Bordereau finit par accepter de négocier, mais au lieu des papiers, elle propose de vendre un portrait miniature de Jeffrey Aspern pour une somme extravagante. Le narrateur est dès lors convaincu qu'elle est en possession de précieux documents et, quand elle tombe gravement malade, il force l'entrée de ses appartements pour mettre la main sur les lettres qu'il convoite. Il est surpris dans sa basse besogne par la vieille femme qui le maudit et s'évanouit au moment où le voleur prend la fuite.
Quelques jours après cet événement, le narrateur apprend que Juliana Bordereau est morte. La nièce accepte de le recevoir, mais lui déclare qu'il ne pourra obtenir les papiers d'Aspern que s'il l'épouse. Le narrateur se défile et obtient un temps de réflexion. Il se sent d'abord incapable de conclure un tel marché. Pourtant, « l'idée » fait son chemin. Mais quand il tente de revoir Miss Tina pour lui annoncer qu'il accepte ses conditions, la nièce lui fait ses adieux et lui révèle qu'elle a brûlé une à une toutes les lettres de Jeffrey Aspern. Le narrateur se console néanmoins de cette perte en achetant pour une grosse somme le portrait miniature de l'écrivain.

## Traductions françaises
- Les Papiers de Jeffrey Aspern (précédé de Le Tour d'écrou), traduit par M. Le Corbeiller, préface de Edmond Jaloux, Paris, Stock, Delamain et Boutelleau, 1929 ; réédition, Lausanne, Éditions Rencontre, coll. « Sommets du roman américain », 1964 ; réédition de la nouvelle seule, Paris, Éditions Stock, 1968 ; réédition de la nouvelle seule, Paris, Éditions Stock, coll. « Le Cabinet cosmopolite » no 71, 1986 ; réédition de la nouvelle seule, Paris, LGF, coll. « Le Livre de poche. Biblio » no 3424, 2006 ; réédition dans Les Énigmes du cœurs (avec d'autres textes), Paris, Éditions Omnibus, 2013
- Les Secrets de Jeffrey Aspern, traduit par Fabrice Hugot, Paris, Critérion, 1993 ; rééditions, Paris, Seuil, coll. « Points » no 213, 1996
- Les Papiers d'Aspern, traduit par Jean Pavans, dans Nouvelles complètes, tome II, Paris, Éditions de la Différence, 1990 ; réédition, Paris, Éditions Mille et une nuits, coll. « Petite collection » no 243, 1999 ; réédition, Paris, Flammarion, coll. « Garnier-Flammarion bilingue » no 1159, 2002 ; réédition dans Les Papiers d’Aspern et sept autres nouvelles, Paris, La Différence, coll. « Minos », 2010
- Les Papiers d'Aspern, traduit par Évelyne Labbé, dans Nouvelles complètes, tome II, Paris, Gallimard, coll. « Bibliothèque de la Pléiade », 2003

## Adaptations

### Au cinéma
- 1947 : Moments perdus (The Lost Moment), film américain réalisé par l'acteur Martin Gabel, avec Susan Hayward (Miss Tina), Robert Cummings (le narrateur) et Agnes Moorehead (Juliana Bordereau)
- 1985 : Aspern, film franco-portugais réalisé par Eduardo de Gregorio, avec Jean Sorel, Bulle Ogier et Alida Valli.
- 1991 : Les Papiers d'Aspern (Els papers d'Aspern), film espagnol de Jordi Cadena.
- 2010 : The Aspern Papers, film américain de Mariana Hellmund, avec Brooke Smith, Felix D'Alviella et Judith Roberts
- 2018 : The Aspern Papers, film britannico-allemand de Julien Landais avec Jonathan Rhys Meyers, Vanessa Redgrave et Joely Richardson.

### À la télévision
- 1971 : Les Papiers d'Aspern, téléfilm pour la télévision française de Raymond Rouleau, avec Marie-Christine Barrault, Robert Rimbaud et Pierre Vernier.

### Au théâtre
- 1961 : Les Papiers d'Aspern de Michael Redgrave d'après Henry James, adaptation Marguerite Duras, Robert Antelme, mise en scène Raymond Rouleau, Théâtre des Mathurins.
- 1962 : The Aspern Papers est adapté pour la scène par Michael Redgrave et produite avec succès à Broadway. Wendy Hiller et Maurice Evans jouaient les rôles principaux. La pièce fut remontée de nombreuses fois depuis cette production originale.
- 2002 : Les Papiers d'Aspern, adaptation théâtrale de Jean Pavans, mise en scène de Jacques Lassalle, avec Françoise Seigner, Catherine Hiegel, Jean-Damien Barbin, théâtre Vidy-Lausanne, en coproduction avec la Comédie-Française, reprise en 2003 et 2004 au théâtre du Vieux-Colombier.

### À l'opéra
- 1998 : L'Opéra de Dallas présente The Aspern Papers de Dominick Argento en première mondiale.